# Пироги
Пироги су пуњене кнедле, које се праве тако што се бесквасно тесто умотава око фила, а повремено се зачињавају сланим или слатким украсом, на крају кувају у кључалој води.
Пироги или њихове сорте су повезани са кухињама Средње, Источне и Југоисточне Европе. Највероватније потичу из Азије и дошао је у Европу путем трговине у средњем веку. Међутим, јело се помиње 1682. године, када је објављена прва пољска кухиња, Compendium ferculorum, albo Zebranie potraw. 
Типични филови су кромпир, сиреви, месо, печурке, воће и/или бобичасто воће. 

## Терминологија
Енглеска реч "pierogi" долази од пољског pierogi, што је облик множине од pieróg, генерички израз за једну пуњену кнедлу. Води порекло од староисточнословенског пиръ и даље од прасловенског *пиръ, што значи „гозба“.  Док се кнедле као такве налазе широм Евроазије, специфичан назив пироги, са својим прасловенским кореном и сродним језицима у западнословенским и источнословенским језицима, укључујући руски пирог ("пита") и пирожки (pirozhki, "мале пите"), показује заједничко словенско порекло имена, које претходи модерним националним државама и њиховим стандардизованим језицима. У већини ових језика реч значи "пита".

## Порекло
Док се о пореклу често расправља, тачно порекло јела је непознато и непроверљиво. Кнедле највероватније потичу из Кине и постале су распрострањене у Европи током средњег века или каснијих периода. Неки тврде да су се прошириле експедиције Марка Пола Путем свиле, што сугерише везу са кинеским мантоуом.  Други извори говоре да је у 13. веку донео Зумбул Пољски са Далеког истока преко тадашње Кијевске Русије.  Ово је постало карактеристично за кухиње централне и источне Европе, где су измишљене различите варијанте (начини припреме, састојци, пуњење).

## Састојци и припрема

### Филови
Пироги могу бити пуњени (појединачно или у комбинацијама) пире кромпиром, прженим луком, купусом, киселим купусом, млевеним месом, печуркама, спанаћем или другим састојцима у зависности од жеља кувара. Верзије за десерт могу бити пуњене заслађеним креком или свежим воћним пуњењем као што су трешње, јагоде, малине, боровнице, јабуке или шљиве; понекад се користе и шљиве без коштица, као и џем. За више укуса, павлака се може додати у мешавину за тесто, а ово има тенденцију да олакша тесто.

### Припрема
Тесто, које се прави мешањем брашна и топле воде, понекад и са јајетом, разваља се, а затим ножем или круговима сече на квадрате помоћу шоље или чаше. Тесто се може направити од пире кромпира, стварајући глаткију текстура. Друга варијација, популарна у Словачкој, користи тесто направљено од брашна и скуте са јајима, сољу и водом.

На средину се стави фил и тесто се преклопи тако да се добије полукруг или правоугаоник или троугао (ако се тесто сече правоугаоно). Шавови су притиснути тако да фил остане унутра када се скува. Пироги се крчкају док не испливају, оцеде се, а затим се понекад прже или пеку на путеру пре сервирања или прже као остаци. Могу се послужити са отопљеним путером или павлаком, или украсити ситним комадићима пржене сланине, црног лука и печурака.  Сорте десерта могу бити преливене сосом од јабуке, џемом итд.
- Резање теста на кругове
- Ставите фил у тесто
- Затварање
- Печаћење пиерогија

## Земље

### Пољска
Традиционално сматрани сиротињском храном, пироги су на крају стекли популарност и проширили се по свим друштвеним класама, укључујући и племство. Кувари из 17. века описују како су пироги сматрали основном храном у Пољској, а сваки празник је стварао своју посебну врсту пирогија. Имају различите облике, пуњења и методе кувања. Важни догађаји попут венчања имали су своју посебну врсту пирогија – печену питу пуњену пилетином. Такође, пироги су прављени посебно за жалост или бдење, а неки и за сезону коледања у јануару. На истоку печени пироги су уобичајено и омиљено божићно јело. Пуњене су кромпиром, сиром, купусом, печуркама, хељдом или просом. Најпознатији су били са хељдом, кромпиром и сиром.  
Пироги су важан део пољских празничних сезона, посебно Бадње вече и Божић. Такође се служе током јавних догађаја, пијаца или фестивала у различитим облицима и укусима, од слатког до сланог и зачињеног. На фестивалу пирогија 2007. у Кракову, дневно се конзумирало 30.000 пирогија. 

### Украјина
Вареники у Украјини су популарно национално јело, које се служи и као уобичајени свакодневни оброк и као део неких традиционалних прослава, као што је за Бадње вече. У неким регионима у или који се граниче са савременом Западном Украјином, посебно у Карпатској Рутенији и Галицији, термини вареники и пирохи се користе за означавање истог јела. Међутим, украјински вареники се често не прже у тигању.
Украјинци сматрају варенике једним од својих националних јела и игра фундаменталну улогу у украјинској култури. За разлику од многих других земаља које деле ове кнедле, Украјинци су имали тенденцију да користе ферментисане млечне производе (кисело млеко) за везивање теста; међутим, данас се уместо њих обично користе јаја. Типични украјински пуни за варенике укључују сир, кромпир, кувани пасуљ, купус, кашасти грашак, шљиве, рибизле, вишње (и друго воће), месо, рибу и хељду.
Вареники су толико вољени у Украјини да се годишњи фестивал у част њих одржава на скијалишту Буковел у Карпатима. У Буковелу је 2013. године направљен снежни споменик варенику, који је уврштен у Гинисову књигу рекорда као највећи снежни вареник на свету.

### Мађарска
У мађарској кухињи, дерељ је сличан пирогију, који се састоји од џепова за тестенину пуњених џемом, свежим сиром или понекад месом.  Дерељи се првенствено конзумирају као свечана храна за посебне прилике као што су венчања; једе се и за редовне оброке, али је ова традиција постала ретка.

### Босна и Херцеговина
Клепе су популарне у Сарајеву, филоване млевеним месом, преливене павлаком, белим луком и паприком.

### Словенија
Ајдови крапи су јело популарно у североисточним и алпским пределима Словеније. Направљене од хељдиног, а не пшеничног брашна и пуњене мешавином свежег сира (скут), проса и прженог лука, традиционално су преливене чипсом од свињске масти, прженом сланином или прженим луком, али данас често са презлом од путера.  Уз жганце и штрукле чине трио јела на бази хељде типичних за словеначку кухињу.